# Первомайское (Гурьевский район)
Первомайское — посёлок в Гурьевском городском округе Калининградской области. Входит в состав Добринского сельского поселения.

## Население
| 2002 | 2010 |
| ---- | ---- |
| 115  | ↗119 |

Численность населения согласно результатам переписи 2010 года — 119 человек.

## История
На 1910 год в Куггене проживало 234 человека.
В 1946 году (после присоединения Калининградской области к СССР) Кугген был переименован в посёлок Первомайское.